# Eumiota compressa
Eumiota compressa är en stekelart som först beskrevs av Jean-Jacques Kieffer 1910.  Eumiota compressa ingår i släktet Eumiota, och familjen hyllhornsteklar. Arten är reproducerande i Sverige.